# イブラヒマ・カマラ
イブラヒマ・ソリー・カマラ（Ibrahima Sory Camara, 1985年1月1日 - ）は、シエラレオネ・フリータウン出身のギニア人サッカー選手。ポジションはディフェンダー。

## 経歴
セリエA・パルマFCでプロキャリアをスタートさせると、2006年ローンでル・マンUCに加入、2007年に完全移籍した。

## 代表歴
ギニア代表として2006年、2008年のアフリカネイションズカップに出場した。